# Crescent Moon
Singles de Mika Nakashima
Stars
(2001) One Survive
(2002)
Crescent Moon est le second single de Mika Nakashima sorti sous le label Sony Music Associated Records le 6 février 2002 au Japon. Il atteint la quatrième place du classement de l'Oricon pour un total de 98 570 exemplaires vendus.
Les trois chansons sont présentes sur l'album TRUE ; et Amazing Grace et Crescent Moon sont également présentes sur la compilation BEST.

## Liste des titres
| 1. | Crescent Moon                  | Takashi Matsumoto                           | Hiroaki Ono | 4:20 |
| 2. | Destiny's Lotus                | Mika Nakashima, RapDaizo (from Ketsumeishi) | Gajin       | 4:00 |
| 3. | Amazing Grace                  | John Newton                                 | John Newton | 4:43 |
| 4. | Crescent Moon (Instrumental)   | Takashi Matsumoto                           | Hiroaki Ono | 4:19 |
| 5. | Destiny's Lotus (Instrumental) | Mika Nakashima, RapDaizo (from Ketsumeishi) | Gajin       | 3:58 |

Vinyl
| 1. | Crescent Moon                | Takashi Matsumoto | Hiroaki Ono | 4:20 |
| 2. | Crescent Moon (Instrumental) | Takashi Matsumoto | Hiroaki Ono | 4:19 |

| 1. | Destiny's Lotus                | Mika Nakashima, RapDaizo (from Ketsumeishi) | Gajin | 4:00 |
| 2. | Destiny's Lotus (Instrumental) | Mika Nakashima, RapDaizo (from Ketsumeishi) | Gajin | 3:58 |